# リパルベッラ
リパルベッラ（伊: Riparbella）は、イタリア共和国トスカーナ州ピサ県にある、人口約1,600人の基礎自治体（コムーネ）。

## 地理

### 位置・広がり

#### 隣接コムーネ
隣接するコムーネは以下の通り。括弧内のLIはリヴォルノ県所属を示す。
- カステッリーナ・マリッティマ
- チェーチナ (LI)
- キャンニ
- ラヤーティコ
- モンテカティーニ・ヴァル・ディ・チェーチナ
- モンテスクダーイオ

### 気候分類・地震分類
リパルベッラにおけるイタリアの気候分類 (it) および度日は、zona D, 1845 GGである。
また、イタリアの地震リスク階級 (it) では、zona 3 (sismicità bassa) に分類される。